# Dylan Collard
Dylan João Raymond Collard (ur. 16 kwietnia 2000 w Sydney) – maurytyjski piłkarz portugalskiego pochodzenia, grający na pozycji obrońcy w klubie Lusitânia FC oraz w reprezentacji Mauritusu.

## Kariera juniorska
Collard grał jako junior w Quakers Hill Tigers SC (do 2011), SL Benfice (2011–14), Casa Pia AC (2015), CD Nacional (2015–17; 2018), CF Os Belenenses (2017), CD Tondela (2018–19).

## Kariera seniorska

### Lusitano FCV
Collard przeniósł się do Lusitano FCV 1 lipca 2019. Rozegrał w ich barwach 11 meczów nie strzelając żadnej bramki.

### Stal Rzeszów
Collard przeszedł do Stali Rzeszów 13 lutego 2020, gdzie otrzymał numer 8 na koszulce. Zadebiutował dla nich 25 lipca 2020 w wygranym 4:0 spotkaniu przeciwko Skrze Częstochowa. Był to jedyny występ tego zawodnika w tych barwach. 5 października 2020 klub poinformował o rozwiązaniu kontraktu z Collardem za porozumieniem stron, ponieważ zawodnik nie czuł się gotowy do rywalizacji na profesjonalnym poziomie.

### CS Marítimo B
Collard trafił do rezerw CS Marítimo 6 października 2020. Zadebiutował dla nich 12 grudnia 2020 w starciu z rezerwami B-SAD (wyg. 5:1). Rozegrał dla nich 64 mecze strzelając 9 bramek.

### CS Marítimo
Collard zadebiutował w pierwszej drużynie CS Marítimo 22 stycznia 2021 w meczu z GD Estoril Praia (wyg. 1:0). Ostatecznie w ich barwach wystąpił 20 razy nie zdobywając żadnej bramki.

### Lusitânia FC
Collard przeszedł do Lusitânia FC 4 lipca 2024. Zadebiutował dla nich 4 sierpnia 2024 w meczu z SC São João de Ver (przeg. 1:0). Pierwszego gola strzelił 25 sierpnia 2024 w wygranym 1:0 spotkaniu przeciwko AD Fafe.

## Kariera reprezentacyjna
| Mecze i gole w reprezentacji | Mecze i gole w reprezentacji | Mecze i gole w reprezentacji | Mecze i gole w reprezentacji      | Mecze i gole w reprezentacji      | Mecze i gole w reprezentacji | Mecze i gole w reprezentacji | Mecze i gole w reprezentacji              |
| Mauritius                    | Mauritius                    | Mauritius                    | Mauritius                         | Mauritius                         | Mauritius                    | Mauritius                    | Mauritius                                 |
| Lp.                          | Data                         | Miejsce                      | Gospodarz                         | Gość                              | Wynik                        | Gol                          | Rozgrywki                                 |
| ---------------------------- | ---------------------------- | ---------------------------- | --------------------------------- | --------------------------------- | ---------------------------- | ---------------------------- | ----------------------------------------- |
| 1.                           | 24.03.2022                   | Saint-Pierre                 | Wyspy Świętego Tomasza i Książęca | Mauritius                         | 1:0                          |                              | Puchar Narodów Afryki 2023 – kwalifikacje |
| 2.                           | 27.03.2022                   | Saint-Pierre                 | Mauritius                         | Wyspy Świętego Tomasza i Książęca | 3:3                          | Gol                          | Puchar Narodów Afryki 2023 – kwalifikacje |
| 3.                           | 14.06.2023                   | Belle Vue Maurel             | Mauritius                         | Dżibuti                           | 1:3                          |                              | Mecz towarzyski                           |
| 4.                           | 18.06.2023                   | Saint-Pierre                 | Mauritius                         | Kenia                             | 1:0                          |                              | Mecz towarzyski                           |
| 5.                           | 17.11.2023                   | Duala                        | Kamerun                           | Mauritius                         | 3:0                          |                              | Mistrzostwa Świata 2026 – eliminacje      |
| 6.                           | 21.11.2023                   | Saint-Pierre                 | Mauritius                         | Angola                            | 0:0                          |                              | Mistrzostwa Świata 2026 – eliminacje      |
| 7.                           | 22.03.2024                   | Jaunde                       | Czad                              | Mauritius                         | 1:0                          |                              | Puchar Narodów Afryki 2025 – kwalifikacje |
| 8.                           | 26.03.2024                   | Saint-Pierre                 | Mauritius                         | Czad                              | 1:2                          |                              | Puchar Narodów Afryki 2025 – kwalifikacje |